# Темний прохід
«Темний прохід» англ. «Dark Passage» (існують інші варіанти перекладу: Чорна смуга, Чорний шлях, Темний коридор, Похмура поїздка) — американський чорно-білий кінофільм 1947 року в жанрі «нуар» за участю Хамфрі Богарта й Лорен Беколл. Сюжет оснований на однойменній повісті Девіда Гудіса. Режисер — Делмер Дейвс.

## Сюжет
Несправедливо засуджений за вбивство дружини, Вінсент Перрі втікає з тюрми Сан-Квентін, сховавшись у сміттєвому баці й дорогою зістрибнувши з кузова вантажівки. У в'язниці зніймають тривогу й загін поліції мчить шукати його уздовж дороги. Перрі зупиняє зустрічну машину й просить підвезти — та водій одразу запідозрює у непевному й починає ставити йому багато питань. Коли по радіо зненацька повідомляють про втікача й дають опис зовнішності Перрі, він, не давши водієві отямитися, оглушає ударом, затягає того в кущі й переодягається в його одяг. Нізвідки під'їжджає молода жінка та наказує йому негайно сховатися в багажнику автомашини, провозить його через пост поліції та до себе додому в Сан-Франциско.
З'ясовується, що жінку, яка небайдужа до долі Перрі, звати Айрін Дженсен і що вона відвідувала слухання його справи про вбивство — її батько також був засуджений за неправдивим звинуваченням у вбивстві. Вона пропонує Перрі сховатися у своїй квартирі й зачекати, поки не ущухне галас — та він не хоче гаяти часу і має намір розшукати дійсного вбивцю дружини. Коли Айрін виходить у справах, до ній приходить знайома й настирно стукає в двері. Перрі впізнає в ній свою колишню коханку Мадж Раф, яка проти нього в суді давала показання, — і кричить через двері, що Айрін не може її впустити й щоб вона ішла. Почувши знайомий голос, здивована Мадж відходить, повністю збита з пантелику.
Отримавши гроші й новий одяг від Айрін, Перрі вирішує поїхати до свого єдиного друга Джорджа й розповісти про свою ситуацію — і пізно ввечері залишає її будинок. У таксі балакучий водій впізнає в ньому розшукуваного злочинця, змушує Перрі розповісти йому свою історію, та, дізнавшись правду і співчуваючи Перрі, пропонує тому зробити пластичну операцію в знайомого хірурга. Вінсент спочатку відвідує Джорджа, який погоджується сховати його на час реабілітації після операції. Потім він вирушає до доктора й проходить операцію. Коли Перрі опритомнює, у нього повністю забинтована голова, і він не може говорити, а бинти можна буде зняти тільки через два тижні. Повернувшись до дому Джорджа, він знаходить того вбитим на підлозі: шокований Перрі прямує до Айрін, бо тепер вона єдина, хто може дати йому притулок і подбати про нього. У ранкових газетах повідомляють про вбивство Джорджа й заявляють, що це Перрі вбив його за те, що той нібито відмовився сховати його в себе. Винагорода за піймання Перрі збільшується, його фотографії опубліковані в усіх газетах, пошуки йдуть вже в трьох штатах.
До Айрин знову приходить Мадж — вона боїться, що Перрі вб'є і її, і вимагає дозволу пожити в її квартирі. Айрин із трудом вдається позбутися неї.
Через два тижні Айрін знімає бинти з голови Перрі — він тепер виглядає зовсім по-іншому й на 10 років старіше. Вінсент вирішує почати діяти. Айрін не хоче розставатися з ним, оскільки закохалася в нього, але Перрі більше не хоче вплутувати її у свої справи й наражати на небезпеку, та залишає її. Перед його відходом Айрін придумує йому нове ім'я — Алан Лінелл.
Приїхавши у центр міста, Перрі йде закусочну. Там у результаті своєї незграбної помилки він привертає увагу детектива, який починає його допитувати й вимагає документи. Перрі говорить, що забув документи в готелі, і пропонує туди піти. На вулиці Перрі вдається вирватися від детектива. Він знімає номер у першому знайденому готелі.
Однак його чекає новий неприємний сюрприз — у номер до нього приходить Бейкер, той самий чоловік, що першим підібрав його на дорозі. Він вистежив Перрі й тепер збирається його шантажувати. Він загрожує йому пістолетом і змушує поїхати до Айрін за її грішми. Він запевняє, що отримавши гроші дасть їй з Перрі спокій. Дорогою розповідає Перрі про місце в Аризоні, де можна одержати фальшиві документи й перетнути кордон. Тим часом Вінсент їде в зовсім іншому напрямку й приїжджає до місця під мостом Золоті ворота. Між ними відбувається сутичка, в результаті якої Перрі вихоплює в Бейкера пістолет. Вони б'ються, Перрі штовхає Бейкера, який намагається його задушити, той падає з обриву на камені й гине.
Але перед цим Перрі дізнається у нього про одну важливу деталь. Оскільки Бейкер стежив за ним, він бачив, що коли Перрі на таксі їхав до друга, за ними невідступно їхала якась помаранчева машина. Перрі певен, що це була та сама людина, що вбила його дружину, а потім і Джорджа. У нього з'являється ідея щодо того, хто це міг бути.
Перрі приходить до Мадж, представившись знайомим її друга Боба. Мадж, звичайно, не впізнає його. Він довідується в розмові з нею, що її улюблений колір — помаранчевий, і в неї є помаранчева машина. Він розуміє, що саме вона і є вбивцею. Він говорить їй, хто він є й обвинувачує її в убивствах. Мадж урешті-решт зізнається, що дійсно вона вбила його дружину й дала показання проти нього. Це було помстою за те, що він не хотів продовжувати із нею відносини — а вона ніяк не могла допустити, щоб він належав комусь ще, крім неї. Вона ж убила й Джорджа, спеціально щоб у цьому звинуватили Вінсента й присудили його до газової камери. Але, глузливо заявляє Мадж, він нічого нікому не зможе довести, бо в нього немає доказів, і Айрін ніколи його не матиме. Перрі намагається змусити її підписати лист з признанням у злочинах — вона навідріз відмовляється. Він грізно наближається до неї. Тікаючи від нього Мадж спотикається й випадає з вікна. Перрі тікає з її будинку пожежними сходами. Він розуміє, що тепер не зможе довести свою невинність, бо Мадж загинула, і в цьому знову обвинуватять Перрі. Тож він вирішує одержати підробні документи й виїхати із країни.
Він їде на вокзал і, чекаючи на автобус до Аризони, телефонує до Айрін з автомата. Він розповідає їй про випадок із Мадж і про свої плани виїхати до Перу. Він просить Айрін почекати, поки вляжуться страсті, і приїхати до нього.
Все виходить так, як він планував — Айрін знаходить його в кафе невеликого перуанського містечка на березі моря, і вони щасливо возз'єднуються.

## У ролях
- Хамфрі Богарт — Вінсент Перрі
- Лорен Беколл — Айрін Дженсен
- Брюс Беннетт — Боб
- Агнес Мурхед — Мадж Раф
- Том Д'Андреа — Сем
- Кліфтон Янг — Бейкер
- Дуглас Кеннеді — детектив
- Рорі Меллінсон — Джордж